# سیارک ۴۱۳۵
سیارک ۴۱۳۵ (به انگلیسی: 4135 Svetlanov، نامگذاری:1966PG) چهار هزار و صد و سی و پنجمین سیارک کشف شده‌است که در ۱۴ اوت ۱۹۶۶ کشف شد.
قدر مطلق سیارک برابر ۱۲٫۱۰ است.